# Ecomuseo Ed Leuzerie e di Scherpelit
L'ecomuseo Ed Leuzerie e di Scherpelit (it. ecomuseo della pietra ollare e degli scalpellini) è un ecomuseo della provincia del Verbano-Cusio-Ossola, istituito nel comune di Malesco e riconosciuto dalla Regione Piemonte nel 2007.

## Storia
L'ecomuseo nasce nel territorio della Val Vigezzo per tutelare il patrimonio etnografico, artistico, storico, architettonico, folkloristico, naturalistico e geologico della valle. L'elemento centrale dell'ecomuseo è la pietra ollare, materiale estratto nella zona ed ampiamente utilizzato sia per scopi domestici che in ambito architettonico e urbanistico.
Il territorio nel quale è dislocato il patrimonio dell'ecomuseo è ricompreso nel Parco Nazionale della Val Grande. La realtà ecomuseale è stata riconosciuta dalla Regione Piemonte nel 2007 in ottemperanza alla L.R. 14 marzo 1995, n. 31, Istituzione di Ecomusei del Piemonte, ed ha sede presso Palazzo Pretorio, in condivisione con il Museo del Parco Nazionale della Val Grande.

## Patrimonio

### Patrimonio materiale
Il patrimonio materiale dell'ecomuseo è composto da chiese, edifici, monumenti e aree naturali.
Edifici notevoli
- Museo del Parco Nazionale della Val Grande
- Ospedale Trabucchi
- Casa del Conte Mellerio
- Casa di Giovan Maria Salati
- Lavatoio storico
- Mulino dul Tač
- Ex casa comunale della vicinanza

Monumenti
- Fontana del basilisco
- monumento all'Alpino
- monumento allo spazzacamino
- "Scenari della Resistenza"

Edifici religiosi
- Chiesa dei Santi Pietro e Paolo

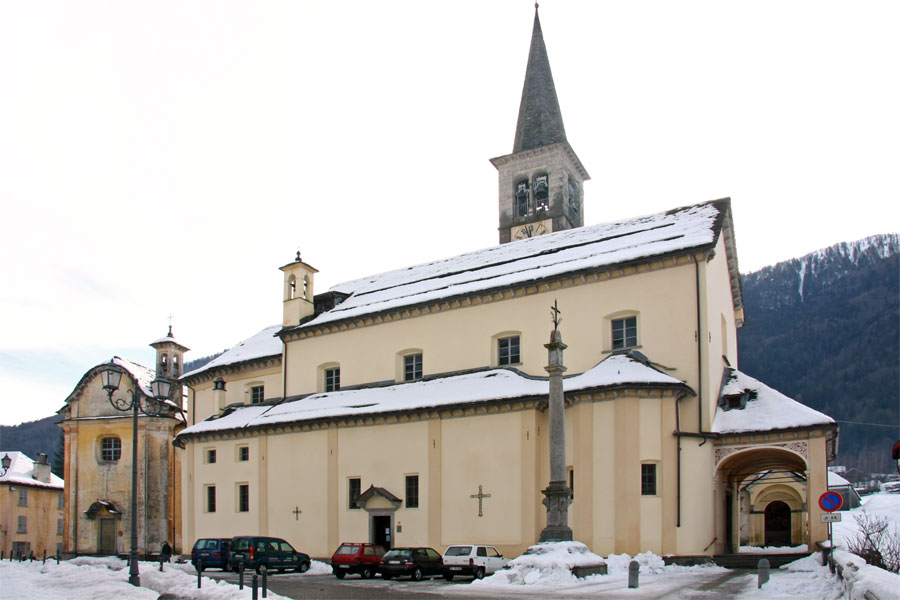
Chiesa dei Santi Pietro e Paolo

- Oratorio di San Bernardino da Siena
- Croce-stele (Cristéle)
- Casa dei Frati
- Cappella di San Carlo
- Campanile
- Cimitero
- Oratorio del Gabbio
- Chiesa parrocchiale e Via Crucis di Zornasco
- Chiesa parrocchiale, oratorio e cappella di Finero

Aree naturali
- Sasso scivolone e Masso cuppellato
- Oasi WWF del Pian dei Sali

### Patrimonio immateriale
Il patrimonio immateriale dell'ecomuseo è composto da elementi importati della storia e della tradizione della Val Vigezzo:
- i rundìtt
- la matuzinaa
- il carnevale storico
- Festival internazionale di cortometraggi "Malescorto"

Il patrimonio immateriale dell'ecomuseo ha partecipato, nel 2013, al progetto Interreg Italia-Svizzera E.CH.I. Etnografie italo-svizzere per la valorizzazione del patrimonio immateriale.